# Краванш
Крава́нш (фр. Cravanche) — муніципалітет у Франції, у регіоні Бургундія-Франш-Конте, департамент Територія Бельфор. Населення — 1928 осіб (01.01.2021).
Муніципалітет розташований на відстані близько 360 км на схід від Парижа, 80 км на північний схід від Безансона, 2 км на північний захід від Бельфора.

## Історія
У 1956-2015 роках муніципалітет перебував у складі регіону Франш-Конте. Від 1 січня 2016 року належить до нового об'єднаного регіону Бургундія-Франш-Конте.

## Демографія
Динаміка населення ( ):
Розподіл населення за віком та статтю (2006):
| Стать | Всього | До 15 років | 15-24 | 25-44 | 45-64 | 65-85 | Понад 85 |
| --- | ------ | ----------- | ----- | ----- | ----- | ----- | -------- |
| Чоловіки | 948    | 173         | 122   | 207   | 312   | 122   | 12       |
| Жінки | 899    | 197         | 86    | 231   | 224   | 126   | 35       |
| \| Статево-вікова піраміда \| Статево-вікова піраміда \| Статево-вікова піраміда \| \| ----------------------- \| ----------------------- \| ----------------------- \| \| Чоловіки \| Вік \| Жінки \| \| 12 \| 85 + \| 35 \| \| 39 \| 80-84 \| 35 \| \| 28 \| 75-79 \| 28 \| \| 12 \| 70-74 \| 28 \| \| 43 \| 65-69 \| 35 \| \| 71 \| 60-64 \| 35 \| \| 83 \| 55-59 \| 63 \| \| 79 \| 50-54 \| 43 \| \| 79 \| 45-49 \| 83 \| \| 106 \| 40-44 \| 106 \| \| 35 \| 35-39 \| 55 \| \| 35 \| 30-34 \| 39 \| \| 31 \| 25-29 \| 31 \| \| 35 \| 20-24 \| 31 \| \| 87 \| 15-20 \| 55 \| \| 79 \| 10-14 \| 63 \| \| 63 \| 5-9 \| 71 \| \| 31 \| 0-4 \| 63 \| |        |             |       |       |       |       |          |
| Статево-вікова піраміда |        |             |       |       |       |       |          |
| Чоловіки | Вік    | Жінки       |       |       |       |       |          |
| 12 | 85 +   | 35          |       |       |       |       |          |
| 39 | 80-84  | 35          |       |       |       |       |          |
| 28 | 75-79  | 28          |       |       |       |       |          |
| 12 | 70-74  | 28          |       |       |       |       |          |
| 43 | 65-69  | 35          |       |       |       |       |          |
| 71 | 60-64  | 35          |       |       |       |       |          |
| 83 | 55-59  | 63          |       |       |       |       |          |
| 79 | 50-54  | 43          |       |       |       |       |          |
| 79 | 45-49  | 83          |       |       |       |       |          |
| 106 | 40-44  | 106         |       |       |       |       |          |
| 35 | 35-39  | 55          |       |       |       |       |          |
| 35 | 30-34  | 39          |       |       |       |       |          |
| 31 | 25-29  | 31          |       |       |       |       |          |
| 35 | 20-24  | 31          |       |       |       |       |          |
| 87 | 15-20  | 55          |       |       |       |       |          |
| 79 | 10-14  | 63          |       |       |       |       |          |
| 63 | 5-9    | 71          |       |       |       |       |          |
| 31 | 0-4    | 63          |       |       |       |       |          |

## Економіка
2010 року серед 1266 осіб працездатного віку (15—64 років) 889 були активними, 377 — неактивними (показник активності 70,2%, у 1999 році було 69,5%). З 889 активних мешканців працювало 808 осіб (443 чоловіки та 365 жінок), безробітними було 81 (29 чоловіків та 52 жінки). Серед 377 неактивних 127 осіб було учнями чи студентами, 148 — пенсіонерами, 102 були неактивними з інших причин.

У 2010 році в муніципалітеті числилось 810 оподаткованих домогосподарств, у яких проживали 1999,5 особи, медіана доходів виносила 21 332 євро на одного особоспоживача